# 43. Golden Globe-gála
A 43. Golden Globe-gálára 1986. január 24-én, vasárnap került sor, az 1985-ben mozikba, vagy képernyőkre került amerikai filmeket, illetve televíziós sorozatokat díjazó rendezvényt a kaliforniai Beverly Hillsben, a Beverly Hilton Hotelben tartották meg.
A 43. Golden Globe-gálán Barbara Stanwyck vehette át a Cecil B. DeMille-életműdíjat.

## Filmes díjak
A nyertesek félkövérrel jelölve.
| Legjobb filmes díjak | Legjobb filmes díjak |
| Legjobb filmdráma | Legjobb vígjáték vagy zenés film |
| --- | --- |
| - Távol Afrikától - Bíborszín - A pókasszony csókja - Szökevényvonat - A kis szemtanú | - A Prizzik becsülete - Vissza a jövőbe - A tánckar - Selyemgubó - Kairó bíbor rózsája |
| Legjobb filmes alakítások (filmdráma) | |
| Színész | Színésznő |
| - Jon Voight – Szökevényvonat - Harrison Ford – A kis szemtanú - Gene Hackman – Twice in a Lifetime - William Hurt – A pókasszony csókja - Raúl Juliá – A pókasszony csókja                                                 | - Whoopi Goldberg – Bíborszín - Anne Bancroft – Ágnes, az Isten báránya - Cher – Maszk - Geraldine Page – Út az ismeretlenbe - Meryl Streep – Távol Afrikától                                                             |
| Legjobb filmes alakítások (vígjáték vagy zenés film) | |
| Színész | Színésznő |
| - Jack Nicholson – A Prizzik becsülete - Jeff Daniels – Kairó bíbor rózsája - Griffin Dunne – Lidérces órák - Danny DeVito – Dobjuk ki anyut a vonatból! - Michael J. Fox – Vissza a jövőbe - James Garner – Murphy románca | - Kathleen Turner – A Prizzik becsülete - Rosanna Arquette – Kétségbeesve keresem Susant - Glenn Close – Maxie - Mia Farrow – Kairó bíbor rózsája - Sally Field – Murphy románca                                          |
| Legjobb mellékszereplők (filmdráma, vígjáték vagy zenés film) | |
| Színész | Színésznő |
| - Klaus Maria Brandauer – Távol Afrikától - Joel Grey – Fegyvertelen, de veszélyes - John Lone – A sárkány éve - Eric Roberts – Szökevényvonat - Eric Stoltz – Maszk                                                        | - Meg Tilly – Ágnes, az Isten báránya - Sônia Braga – A pókasszony csókja - Anjelica Huston – A Prizzik becsülete - Amy Madigan – Twice in a Lifetime - Kelly McGillis – A kis szemtanú - Oprah Winfrey – Bíboszín        |
| Egyéb | |
| Legjobb rendező | Legjobb forgatókönyv |
| - John Huston – A Prizzik becsülete - Richard Attenborough – A tánckar - Sydney Pollack – Távol Afrikától - Steven Spielberg – Bíborszín - Peter Weir – A kis szemtanú                                                      | - Woody Allen – Kairó bíbor rózsája - Bob Gale, Robert Zemeckis – Vissza a jövőbe - Kurt Luedtke – Távol Afrikától - Richard Condon, Janet Roach – A Prizzik becsülete - William Kelley, Earl W. Wallace – A kis szemtanú |
| Legjobb eredeti filmzene | Legjobb eredeti filmbetétdal |
| - John Barry – Távol Afrikától - Quincy Jones – Bíborszín - Michel Colombier – Halálbalett - Maurice Jarre – A kis szemtanú - David Mansfield – A sárkány éve                                                               | - „Say You, Say Me” – Halálbalett - „The Power of Love” – Vissza a jövőbe - „Rhythm of the Night” – Az utolsó sárkány - „A View to a Kill” – Halálvágta - „We Don't Need Another Hero” – Mad Max 3.                       |
| Legjobb idegen nyelvű film | |
| - A hivatalos változat – Argentína - Redl ezredes – Magyarország - Káosz – Japán - A papa szolgálati útra ment – Jugoszlávia - A nyugodt nap éve – Lengyelország                                                            | |

## Televíziós díjak
A nyertesek félkövérrel jelölve.
| Legjobb televíziós sorozatok | Legjobb televíziós sorozatok |
| Filmdráma | Vígjáték vagy zenés film |
| --- | --- |
| - Gyilkos sorok - Cagney & Lacey - Dinasztia - Miami Vice - Egy kórház magánélete | - Öreglányok - The Cosby Show - Családi kötelékek - Kate & Allie - A simlis és a szende                                                                              |
| Minisorozat vagy tévéfilm | |
| - The Jewel in the Crown - Amos - Az ügynök halála - Macross - Korai tél | |
| Legjobb alakítás televíziós sorozatban (filmdráma) | |
| Színész | Színésznő |
| - Don Johnson – Miami Vice - John Forsythe – Dinasztia - Tom Selleck – Magnum - Philip Michael Thomas – Miami Vice - Daniel J. Travanti – Zsarublues | - Sharon Gless – Cagney & Lacey - Joan Collins – Dinasztia - Tyne Daly – Cagney & Lacey - Linda Evans – Dinasztia - Angela Lansbury – Gyilkos sorok                  |
| Legjobb alakítás televíziós sorozatban (vígjáték vagy zenés film) | |
| Színész | Színésznő |
| - Bill Cosby – The Cosby Show - Tony Danza – Ki a főnök? - Michael J. Fox – Családi kötelékek - Bob Newhart – Newhart - Bruce Willis – A simlis és a szende                                                                                               | - Estelle Getty – Öreglányok - Cybill Shepherd – A simlis és a szende - Beatrice Arthur – Öreglányok - Rue McClanahan – Öreglányok - Betty White – Öreglányok        |
| Legjobb alakítás televíziós minisorozatban vagy tévéfilmben | |
| Színész | Színésznő |
| - Dustin Hoffman – Az ügynök halála - Richard Chamberlain – Wallenberg: Egy hős története - Richard Crenna – The Rape of Richard Beck - Kirk Douglas – Amos - Peter Strauss – Kane & Abel                                                                 | - Liza Minnelli – A Time to Live - Peggy Ashcroft – The Jewel in the Crown - Gena Rowlands – Korai tél - Marlo Thomas – Consenting Adult - Joanne Woodward – Macross |
| Legjobb mellékszereplő televíziós sorozatban, minisorozatban vagy tévéfilmben | |
| Mellékszereplő színész | Mellékszereplő színésznő |
| - Edward James Olmos – Miami Vice - Ed Begley Jr. – Egy kórház magánélete - David Carradine – Észak és Dél - Richard Farnsworth – A védelmező - John James – Dinasztia - John Malkovich – Az ügynök halála - Pat Morita – Amos - Bruce Weitz – Zsarublues | - Sylvia Sidney – Korai tél - Lesley-Anne Down – Észak és Dél - Katherine Helmond – Ki a főnök? - Kate Reid – Az ügynök halála - Inga Swenson – Benson               |

## Különdíjak

### Cecil B. DeMille-életműdíj
A Cecil B. DeMille-életműdíjat Barbara Stanwyck vehette át.

### Miss/Mr.Golden Globe
- Lisabeth Shatner[3]

## Fordítás
Ez a szócikk részben vagy egészben  a(z)   43rd Golden Globe Awards című angol Wikipédia-szócikk fordításán alapul.  Az eredeti cikk szerkesztőit annak laptörténete sorolja fel. Ez a jelzés csupán a megfogalmazás eredetét és a szerzői jogokat jelzi, nem szolgál a cikkben szereplő információk forrásmegjelöléseként.